# Хирургия ускоренной реабилитации
Хирургия ускоренной реабилитации (fast-track-хирургия) — стратегия ведения хирургических пациентов, направленная на оптимизацию всех этапов периоперативного (предоперационный, интраоперационный и послеоперационный) ведения пациента, включая данные о подготовке к операции, поддержании электролитного баланса, профилактике послеоперационной тошноты и рвоты, адекватной анальгезии, а также определении критериев безопасной выписки пациента из стационара.

## История
Понятие fast-track («быстрый путь в хирургии», ускорение различных этапов лечебного процесса), или ERAS («early rehabilitation after surgery» — ранняя реабилитация после операции) возникло в середине 2000-х годов в результате поиска эффективных методов лечения хирургических больных с минимальным риском. Fast-track определяется как хирургия быстрого восстановления или ускоренное восстановление после хирургических операций. Пионером fast-track-хирургии в Европе, охватывающей все фазы периоперационной терапии, стал профессор Хенрик Келет. В работах Яна Винда были обобщены и идентифицированы факторы, входящие в состав мультимодальной fast-track-программы в рандомизированных исследованиях и мета-анализе.
В стратегии лежит минимизация хирургической травмы и снижение риска послеоперационных осложнений. С этими базисными положениями в конце XX века развивалась хирургия во всех странах, но именно fast-track стала восприниматься как новое направление в эволюции хирургического лечения, предполагающее даже «пересмотр многих стандартов, давно ставших классическими». Подбор методов анестезии, минимально инвазивных способов оперативного лечения, применение эпидуральной или регионарной анестезии, оптимального контроля боли и активного послеоперационного восстановления (в том числе ранние пероральное питание и мобилизация) в fast-track-хирургии уменьшает стрессовые реакции и дисфункцию органов, значительно сокращая время, необходимое для полного восстановления. Максимально принципам fast-track-хирургии соответствует применение лапароскопических, эндоскопических, мини- и микроинвазивных технологий. Растущий интерес к этому подходу наблюдается в абдоминальной хирургии, онкологии, гинекологии, урологии и др. Результатом применения этих мер считается устойчивое снижение стрессорных реакций организма и сокращение госпитального этапа лечения.